# 김기동 (1964년)
김기동(金基東, 1964년 12월 15일~, 경상남도 진주)은 대한민국 법무부 소속 검사이다. 혜광고등학교와 서울대학교 법학과를 졸업하고 1989년 제31회 사법고시를 합격하여 1995년 서울지검 검사로 임명되었다.
2007년 서울중앙지검 특수1부 부부장검사로 재직 당시 최재경 부장검사 등과 함께 BBK 주가 조작 사건을 담당했다. 특수3부 부장검사, 특수1부 부장검사를 거쳐, 2010년 하반기 정기인사에서 대검찰청 연구관 및 검찰기획단장으로 발령되었다.

## 학력
- 1977년 : 동신국민학교 (부산)동신초등학교
- 1980년 : 토성중학교 현 경남중학교
- 1983년 : 혜광고등학교
- 1983년 ~ 1987년 : 서울대학교 법학과

## 경력
- 1989년 : 제31회 사법시험 합격
- ~ 1992년 : 제21기 사법연수원
- 1993년 : 육군법무관
- 1995년 : 서울지방검찰청 남부지청 검사
- 1997년 : 대구지방검찰청 경주지청 검사
- 1998년 : 부산지방검찰청 검사
- 2000년 : 법무부 인권과 검사
- 2002년 : 서울지방검찰청 검사
- 2004년 : 대구지방검찰청 부부장검사
- 2005년 : 서울고등검찰청 검사
- 2006년 : 대구지방검찰청 의성지청 지청장
- 2007년 : 서울중앙지방검찰청 부부장검사
- 2009년 : 서울중앙지방검찰청 특별수사 3부 부장검사
- 2009년 8월 : 서울중앙지방검찰청 특별수사 1부 부장검사
- 2010년 8월 : 대검찰청 연구관 겸 검찰기획단장
- 2011년 9월 : 수원지방검찰청 성남지청 차장검사
- 2012년 7월 : 대구지방검찰청 제2차장 검사
- 2013년 4월 ~ 2014년 1월 : 부산지방검찰청 동부지청 지청장
- 2014년 1월 ~ 2015년 2월 : 의정부지방검찰청 고양지청 지청장
- 2015년 2월 : 대전고등검찰청 차장검사
- 2016년 1월 ~ 2017년 7월 : 대검찰청 부패범죄특별수사단 단장
- 2017년 8월 ~ 2018년 6월 : 사법연수원 부원장
- 2018년 6월 ~ 2019년 7월 : 부산지방검찰청 검사장
- 2019년 : 변호사김기동법률사무소 변호사
- 2019년 : 제21대 국회의원선거 비방·허위사실 검토자문단 위원
- 2020년 : 삼성전자 이재용 부회장 변호인단 일원
- 2022년 ~ : 법무법인 LawVax 대표변호사
- 2022년 8월 ~ : 현대캐피탈 사외이사
  - 현대캐피탈 감사위원회 감사위원
- 2022년 8월 ~ : 유수홀딩스 사외이사
- 2025년 ~ : 한국증권법학회 이사

## 주요 담당 재판
- BBK 주가 조작 사건 (2007) : 무혐의 (서울지검 특수1부 부부장검사 재직)
- 한명숙 건설사 불법 정치자금 수수사건 (2010) : 진행 중 (서울 중앙지검 특수1부 부장검사 재직)